# Pterocerina pallidibasis
Pterocerina pallidibasis är en tvåvingeart som beskrevs av Charles Howard Curran 1934. Pterocerina pallidibasis ingår i släktet Pterocerina och familjen fläckflugor.
Artens utbredningsområde är Guyana. Inga underarter finns listade i Catalogue of Life.